# Zygophlebius zebra
Zygophlebius zebra is een insect uit de familie van de Psychopsidae, die tot de orde netvleugeligen (Neuroptera) behoort. 
Zygophlebius zebra is voor het eerst wetenschappelijk beschreven door Brauer in 1889.